# 11963 Ігнейс
11963 Ігнейс (11963 Ignace) — астероїд головного поясу, відкритий 10 серпня 1994 року.
Тіссеранів параметр щодо Юпітера — 3,329.